# Vivien Laborde
Pour les articles homonymes, voir Laborde.
Vivien Laborde est un théologien catholique français né à Toulouse en 1680 et mort à Paris en 1748.

## Biographie
Il reçut une excellente éducation à Toulouse sous les yeux de son père, littérateur estimé, et entra dans la congrégation de l'Oratoire en 1699. Les talents qu'il développa dans son cours de théologie, dans la chaire de philosophie à Vendôme, et dans les conférences publiques qu'il fit à Tours sur l'histoire ecclésiastique, le firent appeler, en 1708, au Séminaire Saint-Magloire, pour y être directeur ; pendant son séjour dans cette maison, il publia plusieurs écrits polémiques sur les affaires du temps.
Parmi ceux-ci, Le Témoignage de la vérité dans l'Église tendait à prouver l'irrégularité de tout ce qui se faisait en faveur de Sa constitution Unigenitus. Le parlement et l'assemblée du clergé de 1745 le condamnèrent ; et il fit manquer à l'auteur l'évêché de Perpignan, auquel le régent était disposé à le nommer.
Le P. Daniel le combattit avec beaucoup de vivacité. Le ministre Basnage crut pouvoir tirer avantage, en faveur des protestants, de quelques-unes de ses assertions. Des théologiens, amis de l'auteur, y reprirent même des expressions inexactes sur ce qu'il donnait une trop grande importance au jugement du petit nombre des pasteurs dans les temps de troubles, et aux réclamations des simples fidèles dans les matières contestées. Il désavoua ces conséquences, revit son ouvrage et l'augmenta de près de moitié. C'est dans ce nouvel état que le livre a été réimprimé en 1754, 2 vol. in-12. En 1716, le P. Laborde fut envoyé à Rome avec l'abbé Chevalier par le régent et par le cardinal de Noailles, pour engager Clément XI à donner des explications à sa bulle. C'était le P. Laborde qui tenait ordinairement la plume, tant pour les dépêches de la cour que pour les mémoires qu'il fallait quelquefois présenter au pape. Il a composé un journal historique de cette infructueuse négociation. Après un séjour de dix-huit mois à Rome, le P. Laborde revint à Paris, où il fut successivement supérieur de Saint-Magloire, visiteur de sa congrégation et assistant du général. En 1724, le cardinal de Noailles l'attira auprès de sa personne ; et il résida à l'archevêché jusqu'en époque de la mort de cette Éminence, dont il avait dirigé toutes les démarches, soit dans son appel, soit dans la révocation de ce même acte. L'abbé Goujet, et après lui la plupart des biographes attribuent au P. Laborde un mémoire, composé en 1753, après la mort du P. de Latour, général de l'Oratoire, pour obtenir du gouvernement la liberté entière de rassemblée chargée de lui donner un successeur. Goujet ajoute que le cardinal de Fleury en fut tellement frappé qu'il ne put retenir les marques de son admiration, et qu'il se fit lire jusqu'à trois fois le portrait de la congrégation, dans lequel, en représentant les services que l'Oratoire avait rendus depuis son établissement, l'auteur peignait ceux que cette congrégation était encore en état de rendre, si elle n'était point traversée par ses ennemis. Il est bien certain que le P. Laborde eut une très grande influence dans l'assemblée de 1733, où fut élu le P. Lavalette ; mais nous n'avons rien découvert qui puisse justifier l'anecdote rapportée par l'abbé Goujet. Le portrait de l'Oratoire dont il parle ne se trouve que dans un mémoire imprimé en 1746, relatif à l'assemblée qui eut lieu cette année-là et la date de ce mémoire, postérieure de quelques années à la mort du cardinal de Fleury, ne peut convenir à l'anecdote citée. Comme ce mémoire est extrêmement rare, nous croyons devoir en rapporter ici le titre : Mémoire sur une prétendue assemblée générale de l'Oratoire, qu'on se propose de tenir au mois de septembre prochain et sur le caractère du témoignage que l'Église attend, soit de la part des prêtres qui ont droit de députer aux assemblées générales, soit de la part des simples confrères, in-4° de 16 pages. Le P. Laborde passa les dernières années de sa vie, tantôt dans la maison de Saint-Honoré, tantôt dans son prieuré d'Aumont sous Montmorency, ne paraissant plus alors mettre la même vivacité dans les affaires de la bulle. Son zèle se ranima à l'apparition du livre du P. Pichon. C'est à ce zèle qu'on doit les instructions pastorales de M. de Fitz-James, évêque de Soissons, et de M. de Bezons, évêque de Carcassonne, contre la doctrine de ce jésuite. En travaillant à la seconde partie de cette dernière pastorale, qui n'a point été terminée, il mourut la plume à la main, le 5 mars 1748 ; c'était un homme capable et instruit, mais vif et ardent. Il revint cependant de son opposition à la bulle, l'accepta et contribua même à la faire accepter.

## Œuvres
- Lettre au cardinal de Noailles, touchant les artifices et intrigues du P. Tellier, et quelques autres jésuites, contre Son Éminence, 1714, in-12 ;
- Examen de la constitution Unigenitus, selon la méthode des géomètres, 1714, in-12. Ce petit ouvrage avait pour objet de combattre le système des explications concernant la bulle Unigenitus.
- Le Témoignage de la vérité dans l'Église, où l'on examine quel, est ce témoignage, tant en général qu'en particulier, au regard de la dernière constitution, etc., 1714, in-12.
- Lettre d'un gentilhomme de Provence à M. S. M. D., etc., in-12. C'est une justification des PP. de l'Oratoire de Marseille, au sujet des inculpations répandues contre eux, sous le nom de M. de Belsunce, évêque de cette ville, relativement à leur conduite pendant la peste de 1720.
- Principes sur l'essence, la distinction et les limites des deux puissances spirituelle et temporelle, ouvrage composé en 1731, mais qui n'a vu le jour qu'après la mort de l'auteur, avec une préface de l'éditeur, in-12. Comme le P. Laborde n'avait point destiné cet ouvrage à l'impression, il n'y avait pas mis la dernière main : les éditeurs doivent partager les reproches qu'on lui a faits d'avoir trop restreint les droits de la puissance spirituelle. L'ouvrage reparut la même année à Breslau, in-8°, avec «ne traduction polonaise en regard du texte ! Il fut vivement attaqué par le P. Eusèbe Amort, condamné par le clergé de France, et prohibé à Rome en 1755, en même temps que l'Histoire du peuple de Dieu, mais avec des qualifications plus sévères.
- Retraite de dix jours en forme, de méditations sur l'état de l'homme sans Jésus-Christ et avec Jésus-Christ, pour se disposer à célébrer saintement la fête de Noël, 1755 ;
- Conférences familières sur les dispositions nécessaires pour recevoir avec fruit le sacrement de pénitence, Paris, 1757, in-12. Ces conférences, faites pendant le carême de 1739, dans l'église de l'Oratoire, sont au nombre de onze, et forment un traité complet sur les différentes parties de la pénitence ; elles sont suivies d'une conférence sur la passion de Notre-Seigneur. La réputation du P. Laborde avait attiré à ses conférences un prodigieux concours de personnes de tout rang et de tout état, parmi lesquelles on distinguait des princes et des princesses du sang.

On a encore de lui plusieurs mémoires imprimés dans le procès que les PP. de l'Oratoire eurent au conseil avec M. de Montmorin, évêque de Langres, au sujet du séminaire de cette ville. Pendant son séjour à Saint-Magloire, il avait eu beaucoup de part aux Grandes Hexaples, et à plusieurs autres ouvrages qui furent composés dans cette maison contre la constitution Unigenitus. Il est auteur de divers mandements et instructions pastorales du cardinal de Noailles et de Bossuet, évêque de Troyes. Enfin ; on lui attribue un écrit intitulé Question curieuse sur le figurisme, et un Mémoire contre les convulsions. 

## Source
« Vivien Laborde », dans Louis-Gabriel Michaud, Biographie universelle ancienne et moderne : histoire par ordre alphabétique de la vie publique et privée de tous les hommes avec la collaboration de plus de 300 savants et littérateurs français ou étrangers, 2e édition, 1843-1865 [détail de l’édition]